# Commelina auriculata
Commelina auriculata är en himmelsblomsväxtart som beskrevs av Carl Ludwig von Blume. Commelina auriculata ingår i släktet himmelsblommor, och familjen himmelsblomsväxter. Inga underarter finns listade.